# جله ارائین
جله ارائین (به انگلیسی: Jallah Arain) یک شهر در پاکستان است که در ناحیه لودهران واقع شده‌است.